# マルムストローム空軍基地
マルムストローム空軍基地（マルムストロームくうぐんきち、英: Malmstrom Air Force Base）は、モンタナ州グレートフォールズに位置するアメリカ空軍の基地である。LGM-30G大陸間弾道ミサイルを運用する第341ミサイル航空団が所在している。

## 概要
第二次世界大戦勃発後の1942年5月、アメリカ陸軍はモンタナ州グレートフォールズの東約10キロメートルの地点に航空基地の建設を開始し、グレートフォールズ陸軍航空基地と命名された。グレートフォールズ陸軍航空基地はB-17戦略爆撃機の訓練基地として使用され、4個爆撃航空群が配備された。
1943年10月、航空輸送軍団の基地となり、ソビエト連邦へのレンドリース装備品の輸送支援基地として使用され、1945年9月までに約8,000機が輸送されている。
1947年9月にアメリカ陸軍からアメリカ空軍が独立後、基地はグレートフォールズ空軍基地に名称変更され、1948年6月1日に軍航空輸送サービスが発足後は同部隊の基地となり、C-54輸送機を運用する3個航空輸送飛行隊が配備された。
1951年に航空宇宙防衛軍団の第29航空師団が新編され、F-94C戦闘機が配備された。また、1953年12月18日に戦略航空軍団の基地となり、F-84戦闘機とKB-29空中給油機を運用する第407戦略戦闘航空団が編成された。
1955年10月1日にグレートフォールズ空軍基地は、1954年にT-33A練習機で墜落事故死したアイナー・アクセル・マルムストローム（Einar Axel Malmstrom）大佐にちなみ、マルムストローム空軍基地へ改称された。
1959年12月23日、アメリカ空軍弾道ミサイル委員会はマルムストローム空軍基地をLGM-30A大陸間弾道ミサイルの配備基地に選定し、1961年7月15日に第341戦略ミサイル航空団が編成された。1963年7月3日に第341戦略ミサイル航空団隷下の3個ミサイル飛行隊が運用可能となり、1965年にはLGM-30Bを運用する1個ミサイル飛行隊が編成され、他の3個飛行隊もLGM-30Bへ換装された。
1989年7月7日、第40航空師団が編成され、マルムストローム空軍基地の要員の3分の1にあたる約1,800人が割り当てられた。
1991年の第一次戦略兵器削減条約（START I）の締結後、LGM-30Bが退役することとなり、マルムストローム空軍基地にはノースダコタ州グランドフォークス空軍基地からLGM-30Gが移設された。

## 所在部隊
第20空軍隷下
- 第341ミサイル航空団[9]
  - 第341作戦群
    - 第10ミサイル飛行隊（英語版） - LGM-30G
    - 第12ミサイル飛行隊（英語版） - LGM-30G
    - 第490ミサイル飛行隊（英語版） - LGM-30G
    - 第341運用支援中隊

  - 第341整備群
    - 第341ミサイル整備中隊
    - 第741整備中隊
    - 第341弾薬中隊

  - 第341医療群
  - 第341任務支援群
    - 第341施設中隊
    - 第341通信中隊
    - 第341契約中隊
    - 第341福利厚生中隊
    - 第341兵站即応中隊

  - 第341警備群
    - 第341ミサイル警備中隊
    - 第741ミサイル警備中隊
    - 第841ミサイル警備中隊
    - 第341警備中隊
    - 第341警備支援中隊

  - 第582ヘリコプター群（英語版）[9]
    - 第40ヘリコプター飛行隊（英語版） - UH-1N

第8空軍隷下
- 第819レッドホース中隊（英語版）

第24空軍隷下
- 第688サイバー空間航空団（英語版）
  - 第690サイバー空間作戦群（英語版）
    - 第561ネットワーク作戦中隊第4分遣隊